# Кобете
Кобете́ (крым. köbete, также кубете) — традиционный крымскотатарский пирог из слоёного или дрожжевого теста с разнообразной начинкой, занимающей особое место в крымскотатарской кухне. Его наполняют мясом, овощами или другими ингредиентами в зависимости от региональных и семейных традиций.

## Традиции
Кобете является частью кулинарного наследия крымских татар. Кушанье готовится на важные семейные и религиозные праздники, а также в повседневной жизни. Он символизирует гостеприимство, семейное единство и уважение к традициям. Иногда в кобете вкладывают и запекают монетку, и по традиции у того, кому она достанется, сбудется желание . После свадьбы, когда в дом молодого приходили родственники молодой, этот пирог ставили на стол .

## Приготовление
Основу кобете составляет тесто, которое изготовляют из муки, воды, соли и жира (масла или сливочного масла). Сейчас чаще используют готовое тесто. Оно должно быть достаточно эластичным, чтобы удерживать начинку при выпекании. Основу начинки составляет мясо (баранина или говядина, реже курятина), нарезанное кусочками или измельченное другим способом. Также для сытности добавляют картофель, лук, морковь, зелень, а также специи (черный перец, зира и другие) и соус. Тесто раскатывают в два слоя: нижний служит основанием, а верхний накрывает начинку, в верхнем слое делают отверстие для выхода пара и смазывают яйцом для золотистой корочки.
В некоторых рецептах в отверстие периодически вливается немного бульона. Это необходимо, чтобы картофель успел приготовиться, а также позволяет начинке оставаться сочной.
Пирог выпекают в печи или духовке.